# Giovanni Battista Pianciani
Giovanni Battista Pianciani (Spoleto, 27 ottobre 1784 – Roma, 23 marzo 1862) è stato un gesuita italiano, cultore di fisica e altre scienze naturali, membro dell'Accademia dell'Arcadia e dei Lincei.

## Biografia

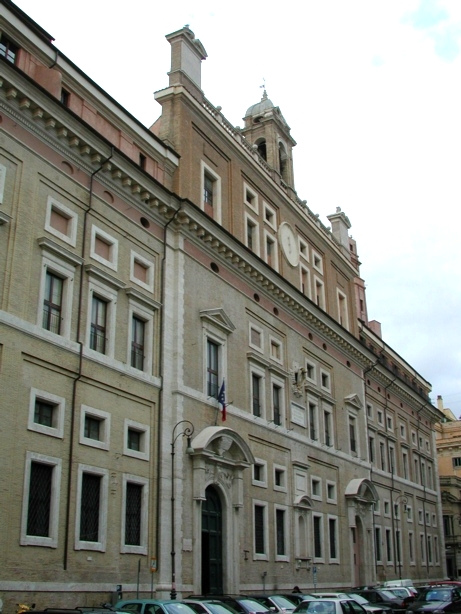
Roma: l'edificio del Collegio Romano

Entrato nella Compagnia di Gesù nei primi anni dell'Ottocento, visse il periodo di formazione a Napoli, dove emise i voti nel 1805.
Un anno dopo, con l'occupazione francese di Napoli da parte di Giuseppe Bonaparte e la conseguente espulsione dei gesuiti, riparò con i suoi confratelli dapprima a Roma, quindi nel Collegio di Orvieto.
Nel 1814 lavorava nuovamente a Roma, dove si ha traccia della sua presenza in occasione della solenne bolla del 7 agosto, con cui Pio VII restaurava la Compagnia di Gesù pur mantenendo ancora chiuso il Collegio Romano.
Nel 1824, per volere di Leone XII, il Collegio Romano venne finalmente restituito all'autorità dei gesuiti e furono riaperte le antiche scuole.
Negli anni dal 1825 al 1848 fu stabilmente professore di fisico-chimica al
Collegio Romano.
Fu tra i primi redattori de La Civiltà Cattolica  quando essa venne fondata nel 1850.
Nel 1848, per i noti fatti politici, ci fu la dispersione dei gesuiti. Pianciani riparò negli Stati Uniti dove, negli anni 1849-50, insegnò teologia dogmatica a Washington presso la Georgetown University.
Tornato a Roma, nel 1856 pronunciò l'orazione funebre per l'esequie del principe don Pietro Odescalchi, celebrate nella basilica di Santa Maria in Ara Coeli. Morì nel Collegio Romano il 23 marzo 1862.